# Drapeau cachoube
Le drapeau cachoube est utilisé comme symbole de la Cachoubie, une région du nord de la Pologne, ainsi que du peuple cachoube. Il est divisé horizontalement en bandes noire et jaune.

## Conception

Deuxième variante du drapeau, inspirée des armoiries.

Il n'existe pas de description officielle universellement reconnue du design du drapeau cachoube. La version la plus courante du drapeau de la Cachoubie est divisée horizontalement en deux bandes de taille égale, noire en haut et jaune en bas. Il s'agit de la version officiellement retenue par l'Association Cachoube (en). Il n'existe pas de proportions officielles concernant la hauteur et la largeur du drapeau.
Les couleurs du drapeau proviennent des armoiries de la Cachoubie. Certaines théories affirment également que le drapeau proviendrait du drapeau de la monarchie des Habsbourg (en).
L'autre version du drapeau consiste en une bannière d'armes, basée sur les armoiries de la Cachoubie, qui représente un griffon noir debout sur ses pattes arrière, portant une couronne jaune, placée au centre du fond jaune. Le griffon est tiré des armoiries de la Cachoubie.

## Histoire
La première utilisation enregistrée du drapeau remonte au 18 août 1929 lors d'une convention cachoube à Kartuzy. Dans le livre Współczesna literatura kaszubska 1945-1980, l'auteur Jan Drzeżdżon (pl) déclare que le drapeau au griffon a été le premier à être montré et le drapeau à deux bandes le deuxième. Il mentionne également qu'Aleksander Majkowski possédait un tel drapeau avant la convention. La convention a été le premier événement qui a popularisé le drapeau. Cependant, le gouvernement local a envoyé des policiers pour décrocher le drapeau cachoube. Afin d'éviter une nouvelle escalade, le drapeau a par la suite été hissé à côté du drapeau de la Pologne.

## Célébrations
La fête du drapeau cachoube (en cachoube : Swiãto Kaszëbsczi Fanë ; en polonais : Święto flagi kaszubskiej) a lieu le 18 août de chaque année, à l'occasion de l'anniversaire de la première apparition du drapeau cachoube. La première célébration de cette fête a eu lieu en 2012 à l'initiative de l'Association Cachoube.